# Diane Létourneau-Tremblay
Pour les articles homonymes, voir Létourneau.
Diane Létourneau-Tremblay est une réalisatrice et scénariste québécoise.

## Filmographie

### Comme réalisatrice
- 1977 : Les Oiseaux blancs de l'île d'Orléans
- 1978 : Servantes du bon Dieu
- 1981 : Le Plus Beau Jour de ma vie
- 1985 : Une guerre dans mon jardin
- 1986 : Bioéthique : une question de choix - À force de mourir
- 1988 : Comme deux gouttes d'eau
- 1991 : Pas d'amitié à moitié
- 1993 : Tous pour un, un pour tous

### Comme scénariste
- 1985 : Une guerre dans mon jardin
- 1986 : Bioéthique: une question de choix - À force de mourir
- 1988 : Comme deux gouttes d'eau
- 1991 : Pas d'amitié à moitié
- 1993 : Tous pour un, un pour tous
- 1996 : La Caresse d'une ride

### Comme actrice
- 1991 : Pas d'amitié à moitié : la narratrice (voix)